# Ferme des orgues de Steenwerck
La Ferme des orgues est un musée consacré à la musique mécanique situé à Steenwerck dans le Nord-Pas-de-Calais, fondé par Patrick Desnoulez.

## Collection
Le musée recense toutes les familles d'instruments mécaniques :
- Boîtes à musique
- Pianos mécaniques
- Orgues mécaniques
- Orchestrions
- Gramophones

Les instruments sont tous en état de fonctionner.
Les visites sont toutes guidées et permettent de voir et d'entendre les instruments en fonctionnement.

## Animations
Le musée participe régulièrement à des animations (Journées européennes du patrimoine, Festival Musique au Musée).
Patrick Desnoulez étant amateur de mécaniques routières, le Musée accueille périodiquement des expositions de véhicules anciens.